# Philodromus collinus
Philodromus collinus este o specie de păianjeni din genul Philodromus, familia Philodromidae, descrisă de C. L. Koch, 1835. Conform Catalogue of Life specia Philodromus collinus nu are subspecii cunoscute.